# 陈守煜
陈守煜（1930年—2014年2月28日），男，浙江慈谿人，中国水文水资源学家、水力发电工程专家，曾任大连工学院教授、博士生导师。